# C̣̔
 (avril 2024).
Si vous disposez d'ouvrages ou d'articles de référence ou si vous connaissez des sites web de qualité traitant du thème abordé ici, merci de compléter l'article en donnant les références utiles à sa vérifiabilité et en les liant à la section « Notes et références ».
C̣̔ (minuscule : c̣̔), appelé C esprit rude point souscrit ou C virgule réfléchie suscrite point souscrit, est un graphème utilisé dans la transcription du bats de 1856 et de l’oudi de Franz Anton Schiefner (en) au XIXe siècle. Il s'agit de la lettre C diacritée d'un esprit rude et d’un point souscrit.

## Utilisation
Dans la transcription du bats de 1856 et la transcription de l’oudi  de 1862 de Franz Anton Schiefner (en), ‹ c̣̔ › est utilisé pour transcrire  la forme finale du char ‹ ჭ ›.

## Représentations informatiques
Le C virgule réfléchie suscrite point souscrit peut être représentée avec les caractères Unicode (latin de base, diacritiques) suivants :
| formes    | représentations | chaînes de caractères | points de code       | descriptions                                                                                |
| --------- | --------------- | --------------------- | -------------------- | ------------------------------------------------------------------------------------------- |
| capitale  | C̣̔               | C◌̣◌̔                   | U+0043 U+0323 U+0314 | lettre majuscule latine c diacritique point souscrit diacritique virgule réfléchie suscrite |
| minuscule | c̣̔               | c◌̣◌̔                   | U+0063 U+0323 U+0314 | lettre minuscule latine c diacritique point souscrit diacritique virgule réfléchie suscrite |